# Häusern (Hilpoltstein)

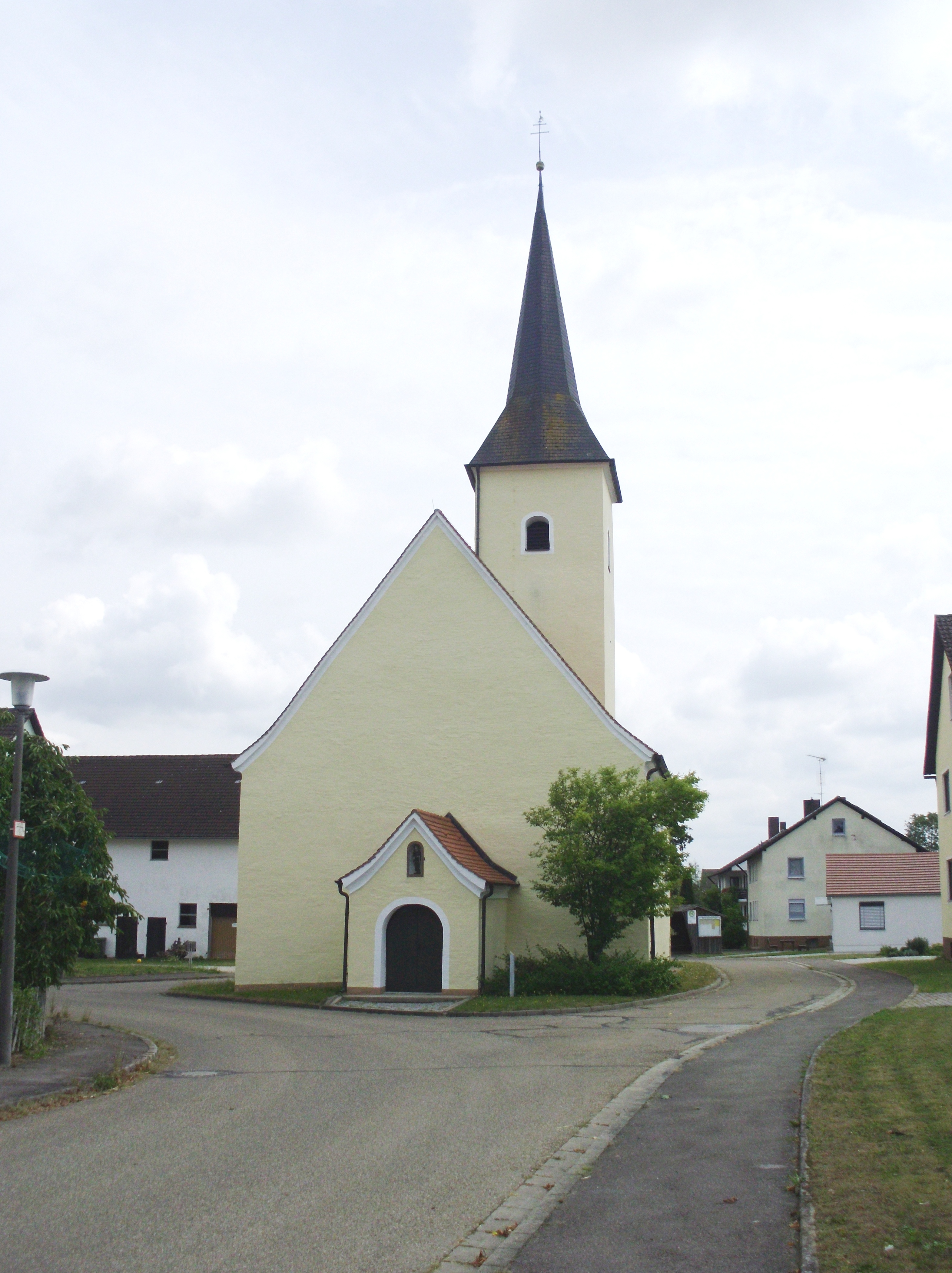
Kirche St. Leonhard

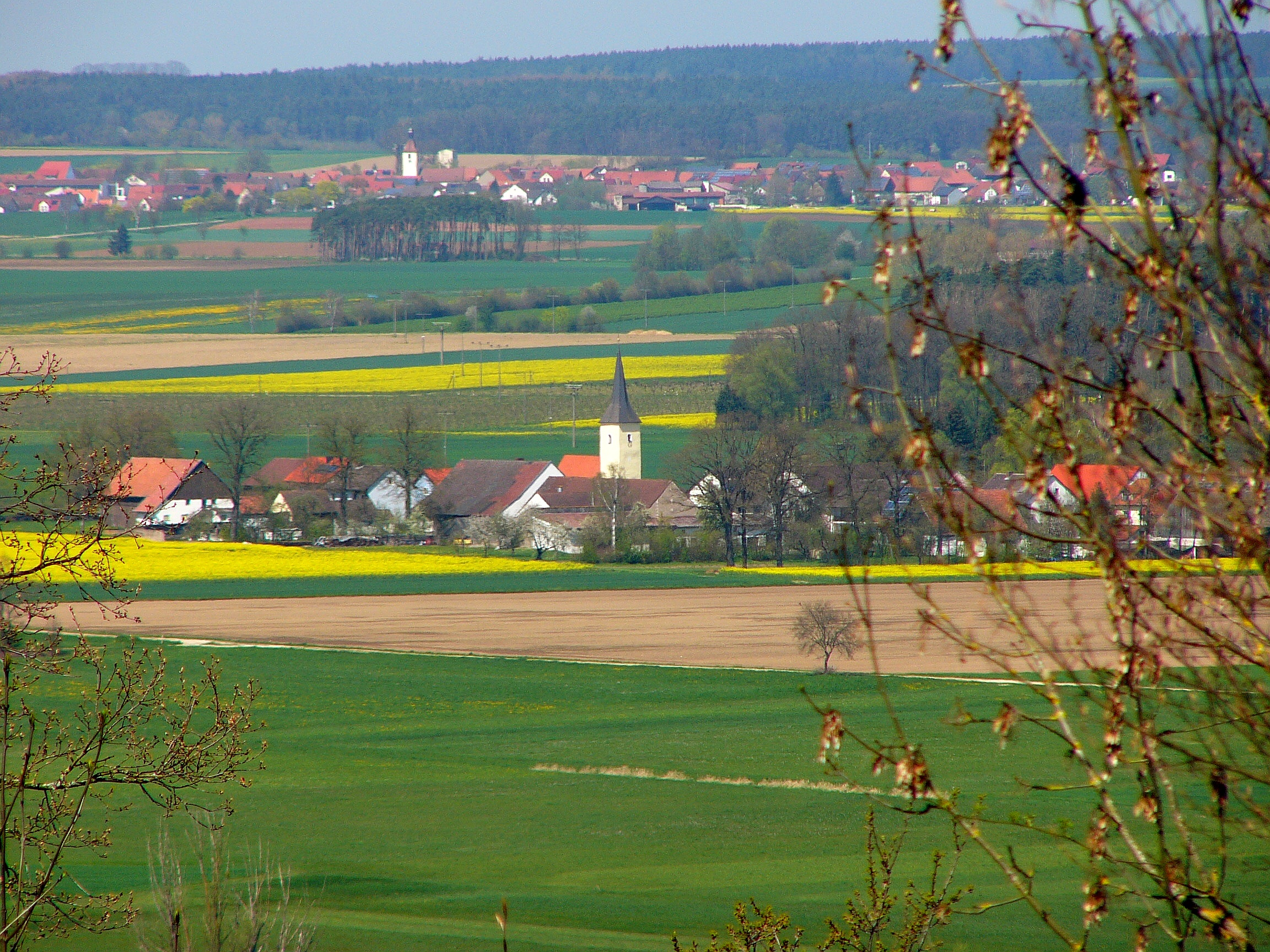
Blick auf Häusern und Meckenhausen. Aufgenommen in der Nähe von Obermässing (Greding)

Häusern ([ˈhɔɪ̯zɐn] ) ist ein Gemeindeteil der Stadt Hilpoltstein im Landkreis Roth (Mittelfranken, Bayern).

## Lage
Das Kirchdorf Häusern liegt in der Gemarkung Hagenbuch im Vorland der Mittleren Frankenalb oberhalb des Schwarzachtales südlich des Kauerlacher Weihers und südöstlich des Gemeindesitzes. Östlich führt die Kreisstraße RH 28, nördlich die Staatsstraße 2388 vorbei. Von beiden Straßen gibt es Abzweigungen nach Häusern.

## Geschichte
Häusern wurde 1489 erstmals urkundlich erwähnt. Der Ort hatte bereits im Mittelalter eine Kirche, wie die Untergeschosse des Turms der heutigen Kirche zeigen. Er gehörte zur katholischen Pfarrei Obermässing, später zur katholischen Pfarrei Meckenhausen. Dort wurde 1542 durch die Reichsstadt Nürnberg, an die vom verschuldeten Fürstentum Pfalz-Neuburg das Amt Hilpoltstein auf 36 Jahre verpfändet war, die lutherische Kirchenordnung eingeführt. 1628 erfolgte die Rekatholisierung. 1684 bestand „Heusern“ aus neun Mannschaften, die fünf Grundherren gehörten: je drei Mannschaften gehörten der Familie Haller zu Nürnberg und den Herren von Wolfstein; je eine Mannschaft war im Besitz der Herren von Stein (= Hilpoltstein), der Landpflege zu Nürnberg und den Herren von Stauf. Die hohe Gerichtsbarkeit über das Dorf übten die Herren von Stein aus.
Am Ende des Alten Reiches bestand Häusern aus zehn Anwesen, die hoch- und niedergerichtlich dem nach dem Heimfall von Pfalz-Neuburg nunmehr bayerischen Pflegamt Hilpoltstein unterstanden und im Besitz von sieben Grundherrschaften waren: Zwei Untertanen gehörten dem Grafen Matthäus Carl Anton von Vieregg zu München, drei dem Rentamt Hilpoltstein und je einer dem früher wolfsteinischen, seit 1740 wittelsbachisch-kurbayerischen Kastenamt Sulzbürg, dem Kastenamt Hilpoltstein und dem Freiherren von Holzschuher zu Nürnberg. Zwei Anwesen waren freieigen. Die Gemeinde besaß ein Hirtenhaus.
Mit der Herrschaft-Zersplitterung machte nach dem Untergang des Alten Reiches das neue Königreich Bayern nach 1806 Schluss. Mit dem Gemeindeedikt von 1818 wurde Häusern mit den Nachbarorten Hagenbuch und Holzi zur Ruralgemeinde Hagenbuch im Steuerdistrikt Weinsfeld zusammengeschlossen. Um diese Zeit bestand das Dorf Häusern aus zwölf Höfen, in denen 60 Personen wohnten. 1835 wurde Häusern aus der Pfarrei Meckenhausen aus- und wieder nach Obermässing eingepfarrt. Dorthin gingen auch die Kinder zur Schule. 1871 lebten 58 Einwohner in 23 Gebäuden, 1873 wurden 95 Rinder gehalten.
Im Zuge der Gebietsreform in Bayern wurde die Gemeinde Hagenbuch mit ihren drei Gemeindeteilen Hagenbuch, Häusern und Holzi zum 1. Januar 1972 nach Meckenhausen eingemeindet. Am 1. Juli 1976 musste auch die Gemeinde Meckenhausen ihre politische Eigenständigkeit aufgeben und wurde Teil der Gemeinde Hilpoltstein; seitdem ist Häusern einer von 49 Gemeindeteilen der Stadt Hilpoltstein.

## Einwohnerentwicklung
- 1836: 65 (11 Höfe)[13]
- 1871: 58 (23 Gebäude)[11]
- 1900: 67 (11 Wohngebäude)[14]
- 1937: 67[15]
- 1950: 61 (11 Wohngebäude)[16]
- 1961: 57 (10 Wohngebäude)[17]
- 1970: 72[16]

## Katholische Filialkirche St. Leonhard
Im Jahre 1723 wurde das Langhaus von 11 × 8,5 Metern neugebaut, der im Osten stehende Turm der Vorgängerkirche um ein Geschoss erhöht und mit einem Spitzhelm versehen; 1724 erfolgte die Konsekration. 1865 wurde die um 1700 entstandene Orgel umgebaut. 1874 genehmigte das Bistum Eichstätt die Aufbewahrung des Sanctissimum in der Kirche. Im Jahre 1937 hatte die Kirche eine Glocke von 1665 und zwei Glocken von 1705. Die drei Altäre – Hochaltar von 1630–1650, zwei barocke Seitenaltäre von circa 1700 – haben als Schmuck gotische Figuren. Weitere Figuren in der Kirche stammen aus dem Barock bzw. Rokoko.

## Vereine
- Fußballstammtischverein Häusern e. V., gegründet 1979
- Schützengesellschaft Almenrausch Häusern e. V., gegründet 1959[20]